# Sudárka
A Sudárka újabb névalkotás a sudár szóból a -ka kicsinyítőképzővel.

## Gyakorisága
Az 1990-es években szórványos név, a 2000-es években nem szerepel a 100 leggyakoribb női név között.

## Névnapok
- március 15.[2]
- június 18.[2]